# بابكر محمود رسول البشدري
بابكر محمود رسول آغا البشدري هو سياسي عراقي كردي، ولد في كركوك سنة 1937.
اشترك في المؤتمر الشعبي الكردستاني في كويسنجق للفترة 18-20 آذار 1963، واختير ضمن الوفد الكردي المفاوض إلى الحكومة العراقية التي تشكلت بعد ثورة 8 شباط 1963.
ترأس المجلس التشريعي الكردستاني من عام 1975 وحتى عام 1977.
عين وزيرا للعمل والشؤون الاجتماعية في 23 كانون الثاني 1977 خلفا لعزت مصطفى العاني الذي أقيل بعد أحداث خان النص، وبقي في منصبه حتى 3 كانون الثاني 1989، حيث عين أوميد مدحت مبارك في المنصب.
وفي أحد الاجتماعات الدولية التي كانت ممثلة فيها دولة إسرائيل عام 1985، انفعل بابكر رسول على رئيس وفدها، عندما قاطعه ثلاث مرات خلال إلقاء كلمته، احتجاجا على هجومه ضد إسرائيل ووصفها بالصهيونية والعنصرية، وعلى إثر هذه المشادة أصيب بأزمة قلبية وأجريت له عملية جراحية.
اختير رئيسا لمنظمة العمل العربية للفترة 1990-1999، وهو مقيم في القاهرة منذ نقل مقر المنظمة من بغداد إلى القاهرة.
عارض النظام العراقي بعد اشتداد الأزمة بين الفصائل الكردية والحكومة العراقية وأحداث الكويت، تواصل بعدها مع أطراف المعارضة العراقية، وتعرض لمحاولة اغتيال سنة 1991 في مدينة عمان مع زوجته شيرين الحيدري وشقيقها شيروان الحيدري.
تعمل زوجته شيرين في السفارة العراقية في كندا منذ عام 2012، وقدم للجوء إلى كندا لتغطية مصاريف الغسل الكلوي في حزيران 2015. ملفه ما زال مهددا بالرفض بحسب تاريخ آب 2019.
توفي في كانون الأول 2020.